# Masarna
Masarna är en speedwayklubb från Avesta i Dalarna. Klubben bildades 1937 av speedwaydelen i Folkare MK.
Hemmaarena är Arena Avesta. Masarna debuterade i Elitserien 1999 och tog sitt första SM-guld år 2000. Säsongen 2008 hamnade klubben på tionde och sista plats i Elitserien och degraderades därmed till allsvenskan. Strax därefter meddelades att Masarna speedway gick i konkurs. Året därpå bildades Masarna speedway AB, ett aktiebolag som skulle hantera bland annat ekonomin runt  förarna skulle hanteras och 2016 körde återigen Masarna i Elitserien efter att ha vunnit den Allsvenska finalen 2015.
Masarna vann guldkampen i Elitserien i speedway 2020. Motståndarna var Indianerna, kampen avgjordes på bortaplan i Sannahed, Kumla kommun. Resultatet blev 39–51.
Den 6 februari 2023 meddelade klubben att man drar sig ur Elitserien. Klubbens aktiebolag, Masarna Speedway AB, gick därefter i konkurs.

## Meriter
- SM-guld: 2 (2000, 2020[3])

Truppen 2020
- David Bellego 🇨🇵
- Martin Smolinski 🇩🇪
- Alexander Liljekvist 🇸🇪
- Aleks Lundquist 🇸🇪
- Philip Hellström Bängs 🇸🇪

Team manager: Andreas Sundin 🇸🇪Stefan Bäckström

## Framstående förare
- Leigh Adams
- Fredrik Engman
- Tony   Rickardsson
- Antonio Lindbäck